# Andreas Ulmer
Andreas Ulmer (* 30. října 1985, Linec, Rakousko) je rakouský fotbalový obránce, který hraje v klubu FC Red Bull Salzburg.

## Reprezentační kariéra
Andreas Ulmer působil v některých mládežnických reprezentacích Rakouska (U20, U21).
V A-mužstvu Rakouska debutoval 11. 2. 2009 v přátelském utkání ve Štýrském Hradci proti týmu Švédska, které skončilo porážkou Rakouska 0:2.